# Flüggerhaus

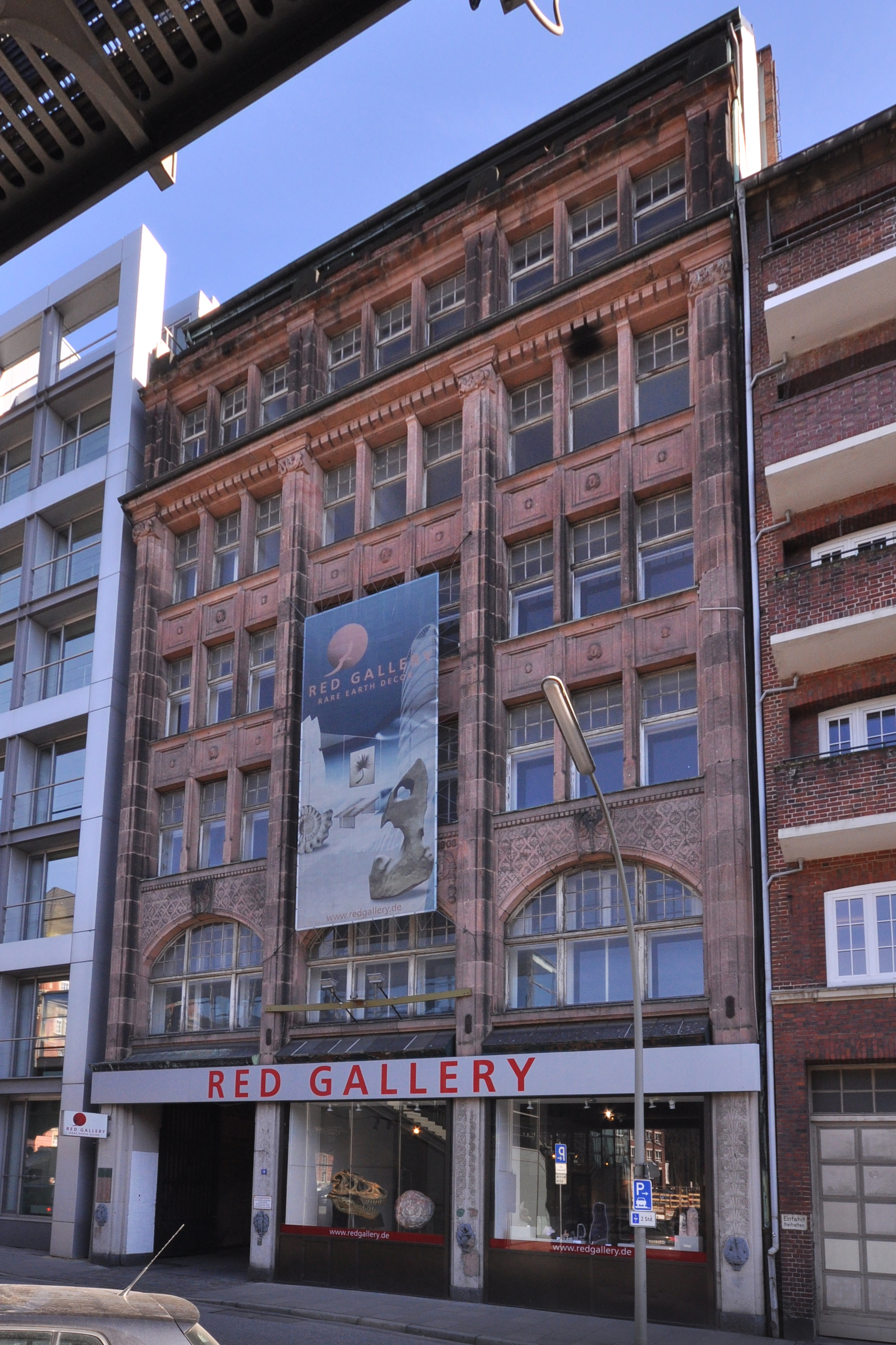
Flüggerhaus

Das Flüggerhaus ist ein 1908 errichtetes Kontorhaus in Hamburg-Altstadt. Das Gebäude ist ein eingetragenes Baudenkmal. Das denkmalgeschützte Gebäudeensemble am Rödingsmarkt besteht aus vier Häusern. 2019 erwarb die österreichische Signa Holding das Flüggerhaus sowie mehrere Nachbargebäude, die unter dem Projektnamen „Flüggerhöfe“ restauriert und modernisiert werden sollten. Die Fertigstellung war ursprünglich für 2024 geplant, jedoch kamen die Bauarbeiten nach der Signa-Insolvenz im Herbst 2023 zum Erliegen. Im Juli 2024 erwarb der Hamburger Investor Harm Müller-Spreer für 20 Millionen Euro die Flüggerhöfe, um die Sanierung fortzusetzen.
Im Flüggerhaus sollen auf rund 4000 Quadratmetern Nutzfläche Büros und Einzelhandel entstehen, ebenso rund 2800 Quadratmeter im Rödingsmarkthaus, das 1888 erbaut wurde. Auch im Fleethaus sollen auf etwa 2000 Quadratmetern Arbeitsräume geschaffen werden. 19 frei finanzierte Zwei- und Drei-Zimmer-Mietwohnungen sind im Marschhaus in Planung (Stand 2023).

## Lage und Beschreibung
Das Gebäude liegt am Rödingsmarkt mit der Hausnummer 19. Es teilt sich in ein miteinander verbundenes Vorder- und  Hinterhaus auf, die gemeinsam einen Innenhof umschließen. Es hat 5 Geschosse sowie ein Staffel- und ein Dachgeschoss. Die Fassade zum Rödingsmarkt ist mit Rochlitzer Porphyr gestaltet und zeigt Elemente mit maritimen Thema. Der Zwickel im 1. Geschoss zeigt Weinblätter und -trauben sowie das Emblem der Firma Flügger (Libelle) und die Initialen des ehemaligen Firmeninhabers Joachim Daniel Flügger. Auch die Bezeichnung „Flüggerhaus“ und das Baujahr ist hier festgehalten. Die Innenhoffassade ist mit Spaltziegeln verkleidet, die rückwärtige Fassade zum Steintwietenhof mit Klinkern. Das Erdgeschoss ist hier mit besonders robusten Kanalklinkern versehen, da sich diese Seite ursprünglich direkt an einem Fleet, dem Deichstraßenfleet, befand.

## Geschichte
Die Firma Flügger war bzw. ist Hersteller für Farben, Lacke und Pinsel. Das Unternehmen benötigte größere Räumlichkeiten und kaufte die Häuser der Grundstücke Nr. 19 und Nr. 20 im Jahr 1901. Ab 1907 wurden die Vorgängerbauten abgerissen und ein Neubau, das heutige Flüggerhaus, errichtet. Einen ersten Entwurf lieferte Franz Bach. Das Büro Frejtag & Wurzbach (Leon Frejtag, Hermann Wurzbach) arbeitete diesen Entwurf auf. Sie ließen den Bau von 1907–1908 für den damaligen Geschäftsführer Eduard Friedrich Flügger errichten. Das Kontorhaus wurde zwar von Flügger für eigene Zwecke erbaut, jedoch nutzte das Unternehmen nur Räumlichkeiten im Erdgeschoss sowie im 1. und 2. Obergeschoss. Die restliche Fläche wurde vermietet. Es werden 1912 bereits 16 weitere Unternehmen an dieser Adresse im Hamburger Adressbuch genannt. U.a. hatte Gustav Oelkers, Hersteller der Michel-Mütze, von den 30er bis in die 60er Jahre hier seinen Sitz. Dabei diente das Hinterhaus nicht nur als Lager- und Speicherhaus, sondern auch als Produktionsstätte. Im 6. Obergeschoss war eine Hausmeisterwohnung untergebracht.
Das Gebäude erhielt in den Räumlichkeiten, die nicht von den Mietern angepasst werden konnten (Treppenhaus, Toilettenräume), eine reichere Ausstattung. Flügger selbst gestaltete seine Räumlichkeiten mit Holztrennwänden und Holzvertäfelungen. Alle anderen Flächen konnten von den Mietern frei gestaltet werden (Vgl. Kontorhaus). Die Marmortreppe und die Wandfliesen im Treppenhaus sind heute noch erhalten. Das Gebäude war zudem mit einem Paternoster, einem außen liegenden Lastenaufzug im Innenhof, einem kleinen Warenaufzug im Innern und einem Windeaufzug zum ehemaligen Fleet ausgestattet. Bauzeitlich befand sich außerdem ein Lastenaufzug direkt an der Straße, quasi in der (Schaufenster-)Fassade. Er verband jedoch nur Keller- und Erdgeschoss miteinander. Die bauzeitliche Gestaltung kann über die Baubeschreibung der Feuerkasse, die sich im Hamburger Staatsarchiv befindet, rekonstruiert werden.
1913 wurde von Lundt & Kallmorgen der Ladeneingang des Erdgeschosses von der Straße zur seitlich gelegenen Durchfahrt verlegt – dorthin wo sie heute noch mit der Tür von 1913 zu finden ist. Das Oberlicht der Tür bezieht sich auf Flügger und zeigt Maler bei der Arbeit. Durch die Explosion von zwei Sprengkörpern im Bereich des Deichstraßenfleets während der Operation Gomorrha im Zweiten Weltkrieg brannte das Hinterhaus aus und der Dachstuhl ging größtenteils verloren. Vermutlich wurden danach, womöglich aus statischen Gründen, die großen Kontorfenster zum Fleet verkleinert.
In den 1990er Jahren fanden Veränderungen im Innenhof durch das Architekturbüro von Bassewitz, Patschan, Hupertz, Limbrock statt. Die Arbeiten wurden 1996 durchgeführt. 1998 wurde das Gebäude unter Schutz gestellt. 2019 erwarb Signa das Flüggerhaus sowie Nachbarbauten, die als „Flüggerhöfe“ bezeichnet werden. Die Gebäude sollen gemeinschaftlich saniert werden und somit einer langen Verwahrlosung entgegenwirken.
Im Oktober 2023 stoppte das beauftragte Bauunternehmen aufgrund ausstehender Zahlungen die Arbeiten an dem Bau. Am 27. Dezember 2023 stellte die Hamburg, Flüggerhöfe Immobilien GmbH & Co. KG beim Amtsgericht Charlottenburg Antrag auf Eröffnung eines Insolvenzverfahrens.
Im Juli 2024 erwarb der Harm Müller-Spreer die Gebäude und die Baustelle der Flüggerhöf für 20 Millionen Euro um die Sanierung fortzusetzen.

## Paternoster
Der Paternoster diente zur Personenbeförderung und wurde 1908 in offener Bauweise von der Firma Gustav Adolf Koch eingebaut. Das heißt, die Kabine ist nach oben hin und zum Treppenhaus (zum Einsteigen) offen. Die Gestaltung gleicht der des Paternosters im nicht mehr erhaltenen Gertig-Haus (auch geplant von Frejtag & Wurzbach).
Mit seinem Baujahr 1908 könnte er der älteste erhaltene Paternoster der Welt sein – der bisher als der älteste angesehene Paternoster im Wiener Haus der Industrie stammt von 1910. Nach einer Überholung und Restaurierung begann im Februar 2022 der Wiedereinbau. Auf Grund technischer Vorgaben müssen noch Schürzen nachgerüstet werden, damit vollständige Hohlraumkabinen entstehen. Eine Wiederinbetriebnahme ist für September 2022 vorgesehen.

## Video
- Denkmalverein Hamburg: Die Flüggerhöfe werden saniert, Video aus der Reihe „Drei Minuten Denkmal“